# El Campello
El Campello (spanisch Campello) ist eine Küstengemeinde der Comunitat Valenciana (Spanien) 13 Kilometer nordöstlich von Alicante. Die Bebauung von El Campello und Sant Joan d’Alacant geht unmittelbar in das Siedlungsgebiet Alicantes über.